# Ixapion variegatum
Ixapion variegatum – gatunek chrząszcza z rodziny pędrusiowatych, podrodziny Apioninae i plemienia Ixapiini. Jedyny z monotypowego rodzaju Ixapion. Przechodzi rozwój w jemiole pospolitej. Zasiedla środkową część Europy. Rzadko spotykany.

## Taksonomia
Gatunek ten opisany został w 1864 roku przez Josepha Antoine'a Wenckera jako Apion variegatum. Jean Sainte Claire-Deville umieścił go w 1924 roku w podrodzaju Ixias, jednak okazał się on być homonimem i w 1973 roku Roudier i Tempere utworzyli nowy podrodzaj: Ixapion. Stanowi on takson monotypowy i traktowany jest współcześnie w randze rodzaju.

## Morfologia
Chrząszcz o krótkim ciele długości od 2,1 do 2,3 mm. Ryjek samicy tak długi jak głowa i przedplecze razem, u samca krótszy. Szerokość głowy dwukrotnie większa niż długość. Pokrywy silnie rozszerzone, o dobrze zaznaczonych barkach, szerokich i rzadko punktowanych rzędach oraz jeszcze szerszych międzyrzędach. Na pokrywach dwie przepaski włosków: szersza z włosów żółtych i położona za nią węższa, z włosów białych i żółtych. Odnóża o silnie rozszerzonych u wierzchołka goleniach i szerokich stopach.

## Ekologia i występowanie
Owad ciepłolubny. Przechodzi rozwój na jemiole pospolitej, przy czym na północy zasięgu preferuje jemioły rosnące na sosnach (podgatunek V. album austriacum), a na południu i zachodzie żyje także na jemiołach porastających drzewa liściaste. Samica wygryza otwór w gałązce i tam składa jaja. W jednej łodydze rozwijać może się kilka larw, a ich chodniki mogą się krzyżować. Żerowanie może objawiać się z zewnątrz wrzecionowatym pogrubieniem gałązki. Przepoczwarczenie następuje w brunatnym kokonie pod korą. Dorosłe zimują pod korą w glebie.
Gatunek rzadki, o niedostatecznie znanym rozmieszczeniu. Notowany z Austrii, Czech, Francji kontynentalnej i Korsyki, Niemiec, Słowacji, Szwajcarii, Węgier, Wielkiej Brytanii i Włoch. W Polsce znany był tylko z jednego stanowiska na Dolnym Śląsku, gdzie stwierdzono go na początku XIX wieku. W związku z tym na Polskiej Czerwonej Liście Zwierząt umieszczony został jako prawdopodobnie wymarły w tym kraju. W XXI wieku odnaleziono go jednak na dwóch stanowiskach w Wielkopolsce.